# 秋乃桜子
秋乃 桜子（あきの さくらこ、本名：山本 絵里歌、1969年3月24日 - ）は、日本の元アイドル・女優・グラビアモデル。
1984年デビュー。当時の芸名は桜子。その後、宝生 桜子（ほうしょう さくらこ）に改名した後、秋乃 桜子に再び改名。
東京都出身。血液型A型。当時の公称サイズは身長158cm・バスト85cm・ウエスト59cm・ヒップ83cm。
かつてスカイコーポレーションに所属していた。

## 来歴・人物
きょうだいは兄と妹がいる。デビューしてまもなく、ヌード写真集やヌードビデオを発売して、その後のヌードル（脱ぐアイドル）の先駆け的存在となった。幼少時のあだ名は「ウランちゃん」で、理由は鉄腕アトムの妹のウランのように目がパッチリしていて可愛かったから。宝生 桜子としての活動期は、愛くるしい顔立ちに巨乳という外見だった。一度引退した後、1991年に活動を再開。その後1994年をもって完全に芸能界を引退。

## 出演

### 映画
- 宝生桜子名義
  - BE FREE! （1986年、東映）丘野ひろみ 役
  - 童貞物語2チェリーボーイズ （1988年、バンダイ）清水谷わかな 役
- 秋乃桜子名義
  - 利休 （1989年、松竹）由利 役
  - 爆走トラッカー軍団 （1994年、ケイエスエス）木村美加 役

### テレビドラマ
- 宝生桜子名義
  - あまえないでョ！ （1987年、フジテレビ）チャコ 役
- 秋乃桜子名義
  - はぐれ刑事純情派　第5シリーズ・第16話「死体なき殺人・裸足で逃げた女」（1992年7月22日、テレビ朝日）霜川愛 役

### オリジナルビデオ
- 秋乃桜子名義
  - スキャンドール （1992年 日本ビデオ映画）
  - 永井豪のホラー劇場 マネキン （1992年 タキコーポレーション）
  - スウィート・スキャンダル 激射!!ソープランド講座 室賀厚監督（1992年 ジャパンホームビデオ）
  - OH! PINK こちら!H編集部!! （1993年 マクザム）
  - あぶないローマの休日 （1993年、日本ソフトシステム）
  - ちょっとだけよ ランジェリーコンペ大作戦 （1993年 徳間ジャパンコミュニケーションズ）
  - 魔王街 サディスティック・シティ （1993年 にっかつビデオ）
  - 香港エクスタシーガール （1993年 ジャパンホームビデオ）
  - 取立屋本舗ベビィ 闇金仁義 （1993年 タキコーポレーション）
  - 取立屋本舗ベビィ 闇金絵巻 （1994年 タキコーポレーション）

## 作品

### シングル
- 宝生桜子名義
  - 風のテレフォン・コール 〜今、恋しかできない〜 （1986年8月25日、ポリドール）

### イメージビデオ
- 宝生桜子名義
  - 16才の夏に （1985年 新東宝ビデオ）
  - 胸騒ぎの天使 （1985年 レッツ）
  - 誘惑マドンナ （1986年 レッツ）
  - 陸に上がったマーメイド （1986年10月 ポリドール） - 「夏休み最後の日」「秋風通信」「風のテレフォン・コール」
  - さくらんぼの冒険 PART1 (1987年 大陸書房）
  - さくらんぼの冒険 PART2 (1987年 大陸書房）

- 秋乃桜子名義
  - 秋乃桜子 （スコラ）
  - NON-STOP DREAM (1992年 英知出版）
  - SEXY (1993年 メディアックス）

## 書籍

### 写真集
- 宝生桜子名義
  - 胸さわぎの天使 （1985年 大洋書房）
  - 抱・き・し・め・て (1985年8月 ミリオン出版 荒木秀明撮影）
  - ロマンス （1986年 ピラミッド社） - オムニバス写真集
  - 迷宮物語 （1987年9月 ワニブックス 小沢忠恭撮影）
  - 日時計 （1991年 竹書房 遠藤正撮影） - オムニバス写真集
- 秋乃桜子名義
  - SWEET （1991年 スコラ 野村誠一撮影）
  - DESERT 荒野に抱かれて （1992年 T.I.S. 野村誠一撮影）
  - 上海、バリ （1993年 竹書房 沢渡朔撮影）
  - 桜子 1986-1993 （1994年 集英社 平地勲撮影）